# 독일 VII형 잠수함

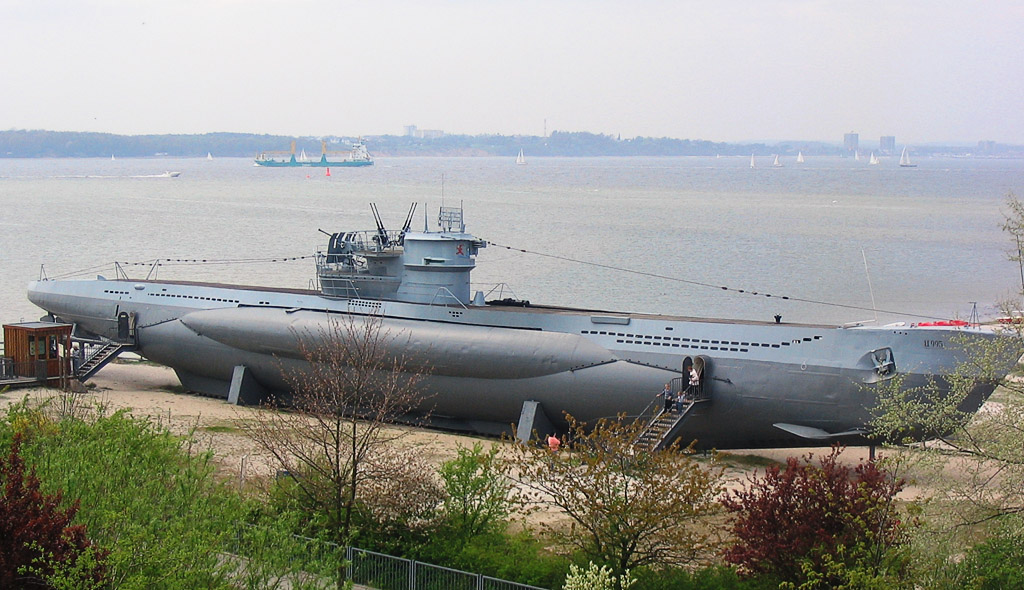

독일 유보트 7형(독일어:U-Boot-Klasse VII)은 제2차 세계 대전 중 사용된 독일해군의 주력잠수함이다.

## 개요
1935년 영국과의 해군협정으로 잠수함의 보유 톤수를 제한당하게 되어(영국해군의 40%) 제한내에서 대량건조를 하기 위해 배수량 500t의 소형대양항해형잠수함이 계획되었다. 이것이 7형이다. 설계에 있어선 제1차 세계 대전 때의 UC3형을 기본으로 해군기술회사(IvS)가 핀란드용으로 계획한 베테비넨을 개량한 것으로 했다. 완성한 배는 500t을 웃도는 600~700t이 되었지만, 다른 나라의 대양항해형잠수함에 비교해 볼 때 매우 소형이었다. 선체는 단각식(單殼式)으로 뱃전의 양쪽에 붙어있던 탱크가 특징이다. 실제 운용하는 함대에서의 평가도 높아서 개량을 거듭하면서 약 700척 정도가 건조되 명실공히 주력잠수함으로 자리잡았다.

## 시리즈
VIIA형
VIIA는 최초양산형으로 보다 작았던 2형과 비교하면 강력한 존재였다. 또한 함미어뢰발사관이 바깥쪽에 장비돼 있어 본 형의 외견상 특징이다.
1936년에 총 10척이 건조·배치되어 완전잠수까지 25초라는 우수한 급속잠항능력, 수중에서의 양호한 조타반응과 이에 따른 높은 수중안정성이 평가받아 장병들이 환영했다. 1941년 이후는 모든 배가 연습함이 되었다.
VIIB형
VIIB형은 VIIA형의 선체를 2m연장해 연료탑재량의 증가를 꾀한 형으로 항속거리를 2,500해리증가시키는 것에 성공했다. 동시에 신형엔진으로 변경되어 출력이 700마력증가했다. 또한 VIIA형에선 배바깥쪽에 있던 어뢰발사관을 함내로 옮겨 잠항중의 재장전이 가능해졌다.
1938년부터 1940년에 걸쳐 24척이 건조되었다.
VIIC형
VIIC형은 VII형의 주력양산형으로 연료탑재량이 약간 증가하고 탑재어뢰수가 12발에서 14발이 된 점 이외에는 VIIB형과 거의 똑같다. 블록건조의 도입과 사용부품의 공통화가 대량건조를 가능하게 했다.
1940년부터 1944년에 걸쳐 655척이 건조되고 그 중 626척이 준공되었다.
VIIC/41형
VIIC/41형은 1941년도에 계획된 함으로 선각에 사용되는 동재의 두께를 기존 18.5mm에서 21mm로 변경해, 최대안전잠항심도를 100m에서 120m로 했다.
1943년부터 1945년에 걸쳐 183척이 계획·건조되어, 74척이 준공되고 나머지 109척은 21형의 건조를 위해 건조중지되었다.
VIIC/42형
VIIC/42형은 VIIC/41형의 선각을 더욱 두껍게 하여 최대안전잠항심도를 200m까지 하는 등, 대규모 개량을 가할 함이 될 예정이었으나 1943년 7월 21형의 건조를 위해 건조중지되었다.
VIID형
VIID형은 VIIC형을 베이스로한 기뢰부설잠수함이다. 기뢰부설용의 기뢰통5개를 설치하기 위해, 사령탑후방에 10.4m의 블록을 삽입하고 있다. 이에 의해 연료탑재량도 증가해, 11,200해리라는 장대한 항속력을 가진 함이 되었다. 또한 기뢰부설용의 설비를 추가한 것 외에는 VIIC형과 똑같아서 선단공격에서도 사용되었다.
VIIF형
VIIF형은 VIIC형을 베이스로한 어뢰보급용 잠수함이다. 사령탑후방에 11.1m의 블록을 삽입해, 여기에 보급어뢰 21발을 탑재했다. 이 형도 어뢰보급용설비를 추가한 것 외에는 VIIC형과 똑같아서 선단공격에서도 사용되었다.
1943년 4척이 건조되었다. 1944년 이후에는 해양상에서의 보급이 어려워져서 14,700해리라는 장대한 항속거리와 어뢰탑재용의 공간을 살려 화물수송에 쓰여졌다.

## 주요 전과
VII형은 1936~45년에 걸쳐 A형부터 F형까지 시리즈합계로 약 700척 가까이 건조되어 독일해군 잠수함대의 중핵으로서 대서양 해전의 주력으로 활약했다. 주로 제2차 세계 대전 당시의 유보트를 말하면 거의 이 VII형으로 대서양, 북해, 지중해, 카리브해, 북극해를 누비며 연합국의 수송선단을 공포에 떨게 만들었다.
특히 스캐퍼 플로우항에 잠입해 영국해군의 전함「로열 오크(royal oak)」를 격침시킨 권터 프린(Günther Prien)지휘하의 VIIB형 U-47이나 대서양과 북해에서의 12번의 작전 중 54척을 격침시킨 U-48이 유명하다. 또한 오토 크레치머(Otto Kretschmer)지휘하의 U-99나 요아힘 쉽케(Joachim Schepke)의 U-100도 유명하다. 독일 전함 비스마르크호의 격침에 일조한 영국 항공모함 「아크 로열(ark royal)」도 U-81에게 격침당했다.

## 성능제원

### VIIB형
- 수상배수량:753t
- 수중배수량:857t
- 전장:66.5m
- 전폭:6.2m
- 흘수:4.7m
- 높이:9.5m
- 출력:수상2,800마력(2,400kW)/수중750마력(560kW)
- 최고속도:수상17.2노트(33km/h)/수중8노트(15km/h)
- 수상항속거리:10노트로(19km/h) 8,700해리
- 수중항속거리:4노트로(7km/h) 90해리
- 연료탑재량:중유 108.3t
- 최대안전잠항심도:100m
- 무장:53cm어뢰발사관×5(선수4 선미1 탑재어뢰12발), 45구경88mm단장포(Deck Gun)×1, 20mm단장기총×1
- 승조원 수:44명(4명 사관)

### VIIC형
- 수상배수량:769t
- 수중배수량:871t
- 전장:66.5m
- 전폭:6.2m
- 흘수:4.7m
- 높이:9.6m
- 최고속도:수상17노트, 수중7.6노트
- 출력:수상2,800마력, 수중750마력
- 수상항속거리:10노트로 8,500해리
- 수중항속거리:4노트로 80해리/2노트로 240해리
- 연료탑재량:중유 113.5t
- 최대안전잠항심도:100m
- 무장:53cm어뢰발사관×5(선수4 선미1 탑재어뢰14발), 45구경88mm단장포(Deck Gun)×1, 20mm단장기총×2, 37mm단장기관포×1
- 승조원 수:44명(4명 사관)

## 동형함 일람
- VIIA형(총10척)

- U-27~U-36

- VIIB형(총24척)

- U-45~U-55
- U-73~U-76
- U-83-U-87
- U-99~U-102

- VIIC형(총655척)

- U-69~U-72
- U-77~U-82
- U-88~U-98
- U-132~U-136
- U-201~U-212
- U-221～U-232
- U-235～U-291
- U-301～U-316
- U-331～U-394
- U-396～U-458
- U-465～U-473
- U-475～U-486
- U-551～U-683
- U-701～U-722
- U-731～U-768
- U-771～U-779
- U-821～U-822
- U-825～U-826
- U-901～U-908
- U-921～U-928
- U-951～U-994
- U-1051～U-1058
- U-1101～U-1102
- U-1131～U-1132
- U-1161～U-1162
- U-1191～U-1210

- VIIC/41형(총183척)

- U-292～U-300
- U-317～U-328
- U-329～U-330 건조중지
- U-687～U-698 건조중지
- U-723～U-730 건조중지
- U-827～U-828
- U-909～U-912 건조중지
- U-929～U-930
- U-931～U-936 건조중지
- U-995～U-1010
- U-1011～U-1012 건조 중 폭격으로 파괴
- U-1013～U-1031
- U-1032～U-1050 건조중지
- U-1063～U-1065
- U-1066～U-1068 건조중지
- U-1107～U-1110
- U-1111～U-1114 취소
- U-1133～U-1146 취소
- U-1163～U-1172
- U-1173～U-1190 건조중지
- U-1211～U-1214 건조중지
- U-1271～U-1279
- U-1280～U-1285 건조중지
- U-1286～U-1291 42형으로 변경후 취소
- U-1301～U-1308
- U-1309～U-1312 건조중지
- U-1331～U-1338 건조중지
- U-1401～U-1404 건조중지
- U-1417～U-1422 건조중지
- U-1435～U-1439 건조중지
- U-1801～U-1804 건조중지
- U-1823～U-1828 건조중지

- VIID형(총6척)

- U-213～U-218

- VIIF형(총4척)

- U-1059～U-1062

## 같이 보기
- 유보트
- 잠수함